# Coro di Ragazzi di Basilea
Il Coro di Ragazzi di Basilea (Knabenkantorei Basel, KKB in tedesco) è un coro polifonico con sede nella città svizzera di Basilea, diretto da Markus Teutschbein. Fondato nel 1927, ha celebrato il 75º anniversario nel 2002. Il coro, in passato chiamato Coro della Chiesa Evangelica Riformata di Basilea, attualmente non è legato a nessuna denominazione religiosa e canta sia senza che con accompagnamento musicale (orchestra e strumento solista). Il suo repertorio di musica sacra e profana spazia dal Rinascimento alla musica contemporanea.
Negli ultimi anni sono state eseguite le seguenti opere: il Magnificat e la Passione secondo Marco di Carl Philipp Emanuel Bach; la Passione secondo Matteo, la Passione secondo Giovanni e l'Oratorio di natale di Johann Sebastian Bach; San Nicola di Benjamin Britten; il Messiah di George Frideric Handel; il Requiem e la  Messa di Incoronazione di Wolfgang Amadeus Mozart e l'Elijah di Felix Mendelssohn.
Il KKB organizza il proprio programma di concerti, canta insieme ad altri cori ed accetta inviti ad esibirsi in Svizzera e all'estero: Maastricht (Paesi Bassi), San Pietroburgo (Russia), New York, Seton Hall, Filadelfia (Stati Uniti), Ungheria, Germania, Finlandia ed Estonia. Nella primavera del 1998 il coro celebrò il settantesimo anniversario con un tour in Sudafrica. Nel 1999 i ragazzi andarono nella Repubblica Ceca, l'anno successivo tennero concerti a Berlino, Potsdam e Poznań. Nell'estate del 2002 il coro si recò in tour in Brasile per il 75º anniversario.
Il coro canta regolarmente in messe ed eventi profani, oltre che nell'opera ed in produzioni speciali. Registrazioni di CD, trasmissioni in TV e radio in Svizzera ed all'estero sono parte integrante dell'attività del coro. Il KKB farà gli onori di casa al Festival Europeo dei Cori Giovanili del 2007.
Dal 1983 al 2007, il coro era diretto da Beat Raaflaub, dal 2007 da Markus Teutschbein.

## Ex membri illustri
- componenti dei The Glue, gruppo musicale svizzero
- Michael Koch, attore e regista svizzero